# Sorin Moise
Sorin Moise (n. 21 decembrie 1980) este un senator român, ales în 2024 din partea PSD. 